# Andy Rihs
Pour les articles homonymes, voir Rihs.
Andreas Rihs, dit Andy Rihs, né le 2 novembre 1942 à Stuttgart et mort le 18 avril 2018 à Zurich, est un homme d'affaires suisse.
Il a été propriétaire et dirigeant de la société de prothèses auditives Sonova, nommée auparavant Phonak. Il est également connu pour ses activités dans le domaine du sport, ayant été propriétaire de la marque de vélo BMC, des équipes cyclistes Phonak et BMC, et du club de football Berner Sport Club Young Boys.

## Biographie
Andreas Rihs commence à travailler dans l'entreprise de prothèses auditives AG für Elektroakustik, renommée Phonak en 1965, et fondée par son père Ernst. À la mort de ce dernier en 1966, Andreas Rihs reprend l'entreprise avec l'ingénieur Beda Diethelm et son frère Hans-Ueli Rihs.  La société connaît d'abord plusieurs années difficiles avant de devenir Phonak. Elle entre en bourse en 1994 et est renommée Sonova en 2007. Andreas Rihs est directeur général de l'entreprise jusqu'en avril 2000, puis par intérim d'avril à septembre 2002. De 1992 à mars 2011, il préside le conseil d'administration de Phonak / Sonova Holding.
En raison de graves erreurs dans la gestion financière de l'entreprise, il démissionne de son poste de président en mars 2011, mais reste membre du conseil d'administration, tandis que le PDG Valentin Chapero et le directeur financier Oliver Walker démissionnent. Andreas Rihs se désengage progressivement du groupe. Il quitte le conseil d'administration en 2015, et d'actionnaire majoritaire, il réduit sa participation à 3,2 %.
Devenu passionné de cyclisme, Andreas Rihs introduit son entreprise dans le cyclisme en lui faisant sponsoriser une équipe baptisée Phonak à partir de 2000. Celle-ci devient une des équipes les plus importantes du peloton, jusqu'à la victoire de Floyd Landis au Tour de France 2006. Ce dernier est cependant rapidement disqualifié pour dopage. Cette affaire, précédée d'autres, convainc Andreas Rihs de jeter l'éponge. Dès l'année suivante, Rihs revient dans le cyclisme avec l'équipe BMC Racing, financée par le fabricant de cycles BMC, dont il est propriétaire depuis 2001.
Rihs et son frère sont propriétaires du club de football Berner Sport Club Young Boys à partir de 2010, par le biais de l'entreprise Sport und Event Holding AG, basée à Lucerne. Avec cette société, ils sont également propriétaires du Stade de Suisse.
Andy Rihs meurt le 18 avril 2018 à Zurich à l'âge de 75 ans des suites d'une leucémie.